# کفر حوم
کفر حوم (به عربی: کفر حوم) یک روستا در سوریه است که در ناحیه مرکزی حارم واقع شده‌است. کفر حوم ۱٬۱۴۳ نفر جمعیت دارد.